# Brumoides histrio
Brumoides histrio är en skalbaggsart som först beskrevs av Henry Clinton Fall 1901.  Brumoides histrio ingår i släktet Brumoides och familjen nyckelpigor. Inga underarter finns listade i Catalogue of Life.